# Giro di Romagna 1967
Il Giro di Romagna 1967, quarantatreesima edizione della corsa, si svolse il 14 maggio 1967 su un percorso di 244 km. La vittoria fu appannaggio dell'italiano Bruno Mealli, che completò il percorso in 6h36'00", precedendo i connazionali Franco Balmamion e Giorgio Favaro.

## Ordine d'arrivo (Top 10)
| Pos. | Corridore        | Squadra           | Tempo    |
| ---- | ---------------- | ----------------- | -------- |
| 1    | Bruno Mealli     | Salamini-Luxor TV | 6h36'00" |
| 2    | Franco Balmamion | Molteni           | s.t.     |
| 3    | Giorgio Favaro   | Filotex           | s.t.     |
| 4    | Eraldo Bocci     | Germanvox-Wega    | a 1'58"  |
| 5    | Lino Carletto    | Salamini-Luxor TV | s.t.     |
| 6    | Mario Maino      | Max Meyer         | s.t.     |
| 7    | Roberto Poggiali | Salvarani         | s.t.     |
| 8    | Guido Neri       | Max Meyer         | a 4'25"  |
| 9    | Vito Taccone     | Germanvox-Wega    | s.t.     |
| 10   | Tommaso De Prà   | Molteni           | s.t.     |